# Sosnowice (powiat goleniowski)
Sosnowice – (niem. Heinrichshof) kolonia w Polsce położona w województwie zachodniopomorskim, w powiecie goleniowskim, w gminie Przybiernów.
W latach 1975–1998 miejscowość administracyjnie należała do województwa szczecińskiego.